# Castello di Sanluri
Il castello di Sanluri, detto anche di Eleonora d'Arborea, è un edificio fortificato militare di età giudicale. Il suo stato di conservazione è ottimo, anche perché ha sempre mantenuto la sua funzione abitativa, arrivando ad ospitare oggi il Museo risorgimentale Duca d'Aosta. Rivestì un'importante rilevanza storica in quanto era una delle roccaforti di controllo del confine del giudicato di Cagliari con il giudicato d'Arborea. Nelle vicinanze si combatté la battaglia di Sanluri.
Non è documentato se Eleonora d'Arborea vi soggiornò, anche se viene mostrata una presunta sedia appartenuta alla giudicessa, ma il maniero è sempre stato conosciuto con il suo nome.

## Storia
Il castello fu edificato a partire dal 1355 per volere del re Pietro IV d'Aragona. Il suo scopo era difensivo, ma anche residenziale.
Gli storici Raimondo Carta Raspi e Foiso Fois affermavano, come voleva la tradizione, che la fortezza fosse nel giudicato di Cagliari, presso il confine con quello di Arborea. Le ricerche e gli studi dell'allora proprietario, il conte Alberto di Villasanta, dal 2005 hanno esposto, invece, un'altra più verosimile e ponderata testimonianza.
La villa di Sanluri era ubicata strategicamente tra i giudicati di Cagliari e di Arborea, ai limiti del Campidano di Cagliari, sotto le alture della Marmilla: fu, dunque, ritenuto un sito idoneo per la costruzione di un castello, onde poter vigilare sulla frontiera, lungo l'arteria più importante della Sardegna che, da Cagliari, conduceva a Sassari e Torres. 

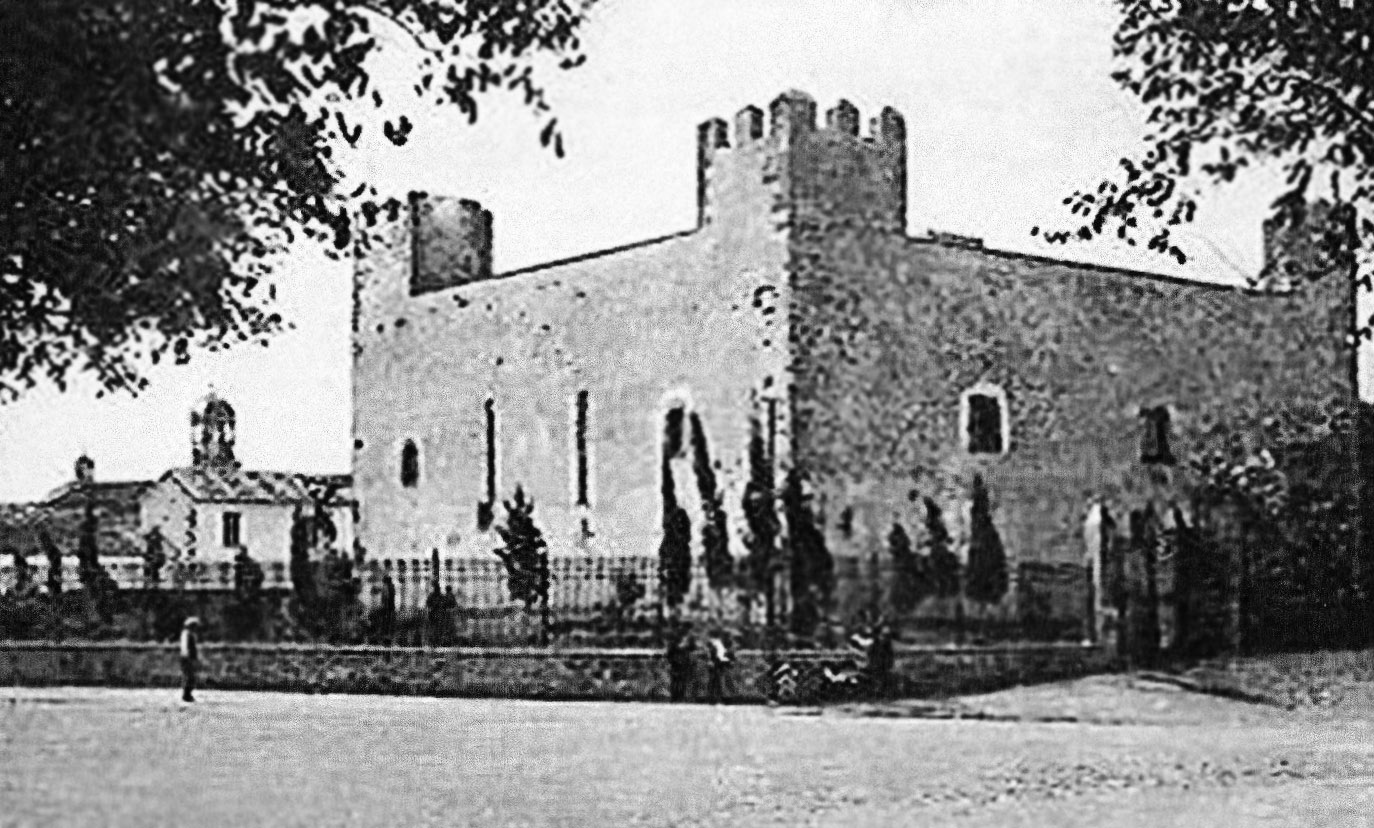
Il castello nel 1949, detto di Eleonora d'Arborea

Il mastio del maniero fu realizzato in forma rettangolare, ripartito in tre piani, con due torrette quadrangolari: la cinta muraria aveva mediamente uno spessore di due metri e fu innalzata, sotto la direzione dell'architetto Berengario Roich, su richiesta del re Pietro IV d'Aragona.
Il conte di Villasanta, residente nel castello, ha sostenuto che la rocca non può essere stata eretta dai giudici di Cagliari poiché il suo obiettivo naturale era di avviare un combattimento verso sud e ciò veniva chiaramente dimostrato dalle varie opere a ridosso della parete meridionale. E neppure agli aragonesi poteva interessare di edificare la fortezza, dato che diversamente l'avrebbero orientata rivolgendo verso l'esterno delle mura il maschio, le torri, i merli.
Soltanto il giudicato di Arborea, pertanto, poteva avere avuto l'interesse di erigere la rocca per salvaguardarsi da un'aggressione di Cagliari
Fu il giudice di Arborea Pietro I di Arborea (1185-1195) che concretizzò il progetto della costruzione, contro Guglielmo I Salusio IV, sovrano di Cagliari (1188-1214), tra il 1188 e il 1195. Gli aragonesi, come anzidetto, assemblarono il palazzo nella corte.
Tra l'11 ed il 15 luglio del 1355 vi fu firmata la Pace di Sanluri.

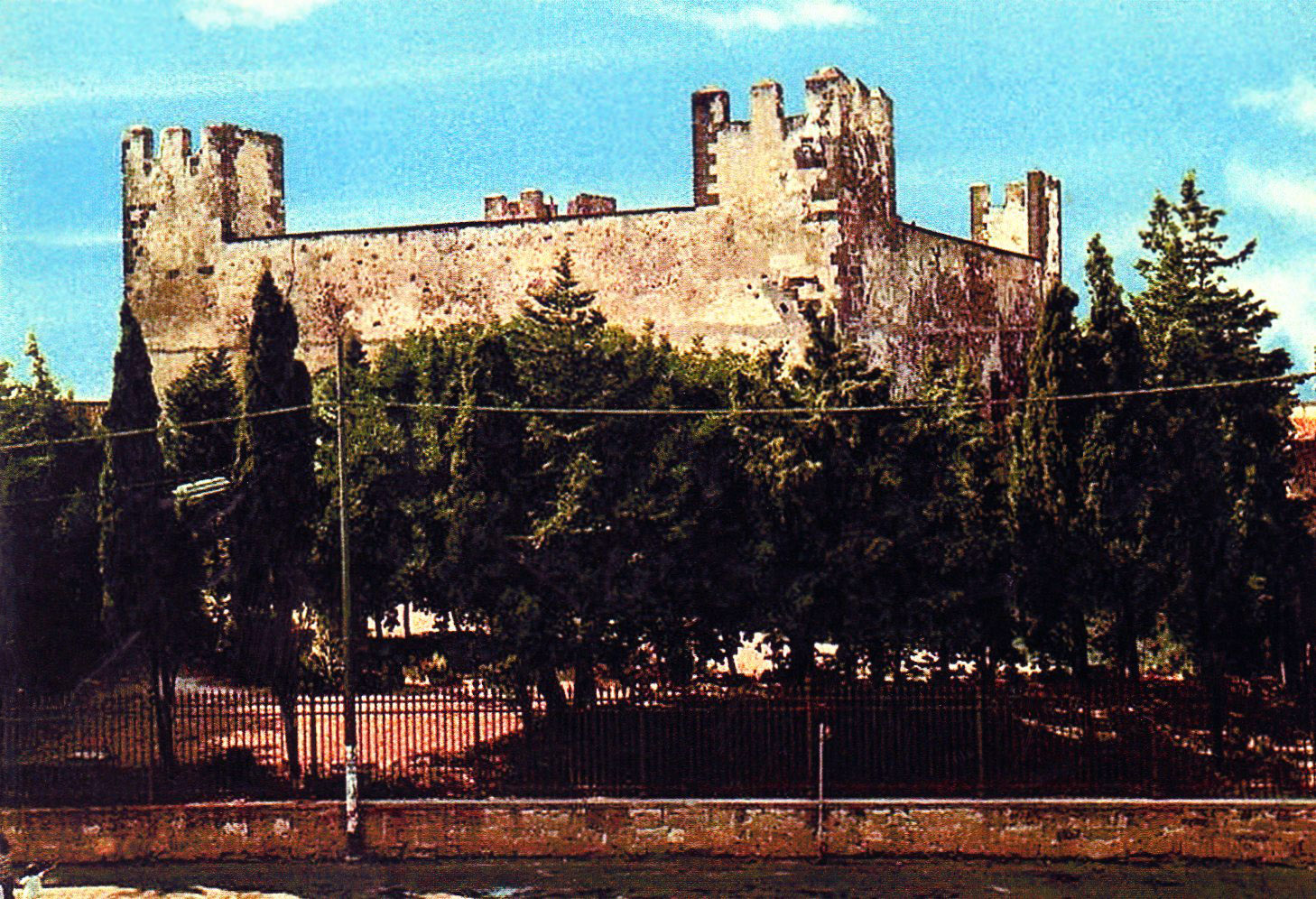
Il castello di Sanluri in una cartolina degli anni '60

In seguito alla battaglia di Sanluri del 30 giugno 1409, avendo il re di Aragona conquistato ormai l'intera isola e sconfitto Guglielmo III di Narbona, ultimo erede diretto di Mariano IV di Arborea, la fortezza perse ogni ruolo e significato militare.
Il castello acquisì un'unica destinazione residenziale e fu venduto con la villa di Sanluri (con il rango di viscontea) ai De Sena, per poi passare agli Henriquez, ai Castelvì, agli Aymerich di Laconi (detentori del feudo al momento del riscatto e da allora del solo titolo) e, infine, nel 1924, ai di Villa Santa, conti dal 1946.

### Il polo museale
Questi lo restaurarono e, oltre all'appartamento signorile, adibirono alcuni saloni a polo museale; vi sono una sala per il Museo delle ceroplastiche, il più importante in Europa poiché vede oltre quattrocento sculture e ritratti in ceroplastica, alcuni pezzi sono rarissimi, databili dal Cinquecento all'Ottocento con le firme di autori quali Ammannati, Susini, Zumbo, Giambologna, Piamontini e Mazzafirri, e due saloni, delle Milizie e di Giustizia, che ospitano il Museo risorgimentale Duca d'Aosta, il quale conserva, tra i numerosi cimeli patriottici, la bandiera tricolore che il 3 novembre 1918 garrì per prima nella Trieste appena riconquistata dall'Italia dopo la vittoria nella prima guerra mondiale e il documento originale del Bollettino della Vittoria. Le altre sale del castello ospitano arredi d'epoca; vi sono lo studio del conte Villa Santa, dove è conservato il suo epistolario con il principe di Montenevoso il generale Gabriele d'Annunzio, il salotto napoleonico, dove si conservano diverse sciabole, documenti e arredi appartenuti alla famiglia imperiale di Bonaparte e la camera dei Doria, dove si può ammirare un ricco letto del Settecento.